# Archibald Campbell, IV conde de Argyll
Gillespie Roy Archibald Campbell, cuarto conde de Argyll (c. 1507 – 1558) noble y político escocés.

## Biografía

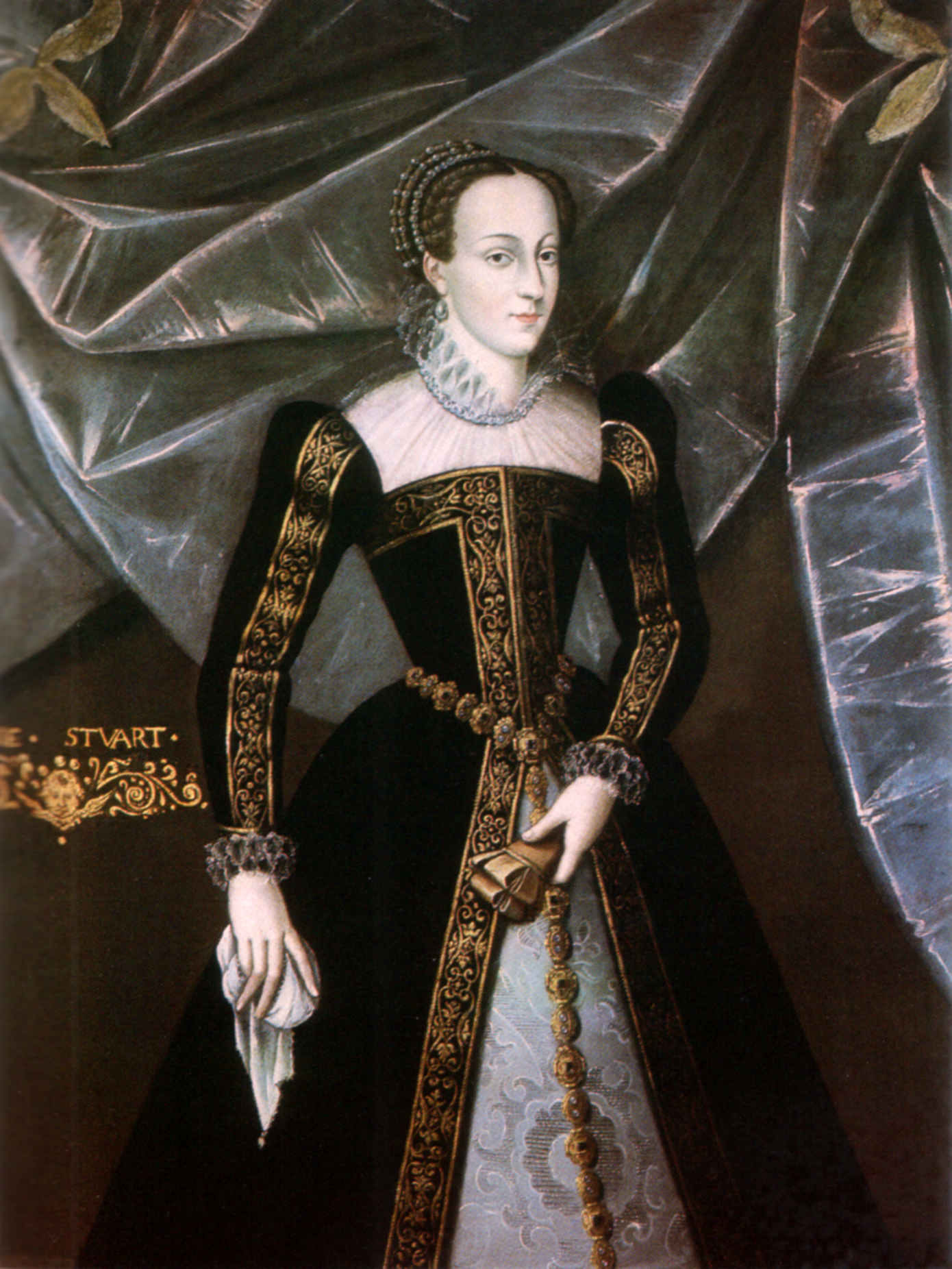
María, reina de Escocia.

Hijo mayor de Colin Campbell, III conde de Argyll y Jean Gordon, hija de Alexander Gordon, III conde de Huntly. 
En 1529 sucedió a su padre en el título de conde Argyll y, poco después, fue enviado por Jacobo V a las islas del sur de Escocia, donde se estaban produciendo movimientos de insurrección. La rebelión fue contenida sin esfuerzos, ya que los principales jefes de clan decidieron someterse voluntariamente. El principal instigador de las mismas Alexander de Isla, fue llevado ante el rey, donde denunció atropellos por parte de los condes de Argyll. Como consecuencia de ello, el rey abrió una investigación, que acabó con el encarcelamiento de Archibald Campbell y la supresión de todas sus funciones, aunque fue puesto en libertad poco después
A la muerte del rey, Archibald volvió a recuperar sus cargos. Junto a los condes de Bothwell, Huntly y Moray se enfrentó al regente James Hamilton, II conde de Arran, del partido inglés. En 1543, ante la noticia del compromiso entre el príncipe Eduardo, hijo de Enrique VIII y la reina niña María I de Escocia, se unió a los condes de Huntly, Lennox y Bothwell, llevándose a María a la fortaleza de Stirling, donde fue coronada reina de Escocia el 9 de septiembre de 1543. En la guerra que se originó después, militó en el partido anti-inglés. En 1544, consiguió conservar el castillo de Dunoon en manos escocesas, pese al asedio al que fue sometido por el conde de Lennox. Participó también en las batallas de Pinkie Cleugh (10 de septiembre de 1547) y en el sitio de Haddinton junto a los franceses, por lo que fue condecorado por el rey de Francia junto a los condes de Angus y Huntly.
Fue amigo de John Knox, líder de la reforma Protestante en Escocia.
Falleció entre el 21 de agosto y el 2 de diciembre de 1558 en Dulnynn, Escocia. Fue enterrado en Kilmun, Cowall.

## Matrimonios y descendencia
Se casó en tres ocasiones:
- En primer lugar con Lady Helen Hamilton, hija de James Hamilton, I conde de Arran y de Janet Bethune. De este matrimonio nació su primogénito, Archibald Campbell, V conde de Argyll.

- El 21 de abril de 1541 contrajo segundas nupcias con Lady Margaret Graham, hija de William Graham, III conde de Menteith, y de Margaret Moubray.

- El 12 de marzo de 1545 celebró su matrimonio con Catherine MacLean, hija de Hector Og Maclean, XIII jefe de clan.

Además, tuvo una hija ilegítima, Agnes Campell, que se casó con Turlough Luineach O'Neill.